# Les Attracteurs de Rose Street
Les Attracteurs de Rose Street (titre original : Rose Street Attractors) est un roman court fantastique de Lucius Shepard paru en 2011 puis traduit en français et publié aux éditions Le Bélial' en 2018.

## Résumé
Samuel Prothero est un jeune mais talentueux aliéniste installé à Londres à la fin du XIXe siècle. Membre du club des inventeurs, il est sollicité par un de ses membres, Jeffrey Richmond, afin de lui donner des conseils à propos de deux potentiels patients. Samuel se rend au domicile de Jeffrey, situé dans un quartier des bas-fonds londoniens, pour y découvrir une ancienne maison de passe que tenait Christine Richmond, la sœur de Jeffrey, avant de décéder à la suite d'un choc à la tête. Jeffey a construit et installé sur les toits de l'immeuble de sa sœur des machines visant à extraire la suie de l'air londonien qui en est saturé. Ces machines remplissent parfaitement leur rôle mais, en plus de capturer la suie contenue dans l'air, elles attirent également des entités spectrales, au sein desquelles se trouvent des fantômes de défunts, et particulièrement celui de Christine Richmond. Ce dernier apparaît plusieurs fois par jour dans son ancienne demeure et son frère charge Samuel d’enquêter sur ces phénomènes étranges. Mais Samuel se rend assez vite compte que Jeffrey a d'autres vues concernant cette apparition...